# Expedición 3
La Expedición 3 fue la tercera estancia de larga duración en la Estación Espacial Internacional.

## Tripulación
| Posición             | Astronauta                                    |                                               |
| -------------------- | --------------------------------------------- | --------------------------------------------- |
| Comandante           | Frank Culbertson, NASA Tercer vuelo espacial  | Frank Culbertson, NASA Tercer vuelo espacial  |
| Ingeniero de vuelo 1 | Mijaíl Tiurin, RSA Primer vuelo espacial      | Mijaíl Tiurin, RSA Primer vuelo espacial      |
| Ingeniero de vuelo 2 | Vladimir Dezhurov, RSA Segundo vuelo espacial | Vladimir Dezhurov, RSA Segundo vuelo espacial |

## Parámetros de la misión
- Perigeo: 384 km
- Apogeo: 396 km
- Inclinación: 51.6°
- Período: 92 min

- Acoplamiento: STS-105 - 12 de agosto de 2001, 18:41 UTC
- Desacoplamiento: STS-108 - 15 de diciembre de 2001, 17:28 UTC
- Tiempo acoplamiento: 124 d, 22 h y 46 min